# St. Laurentius (Flacht)

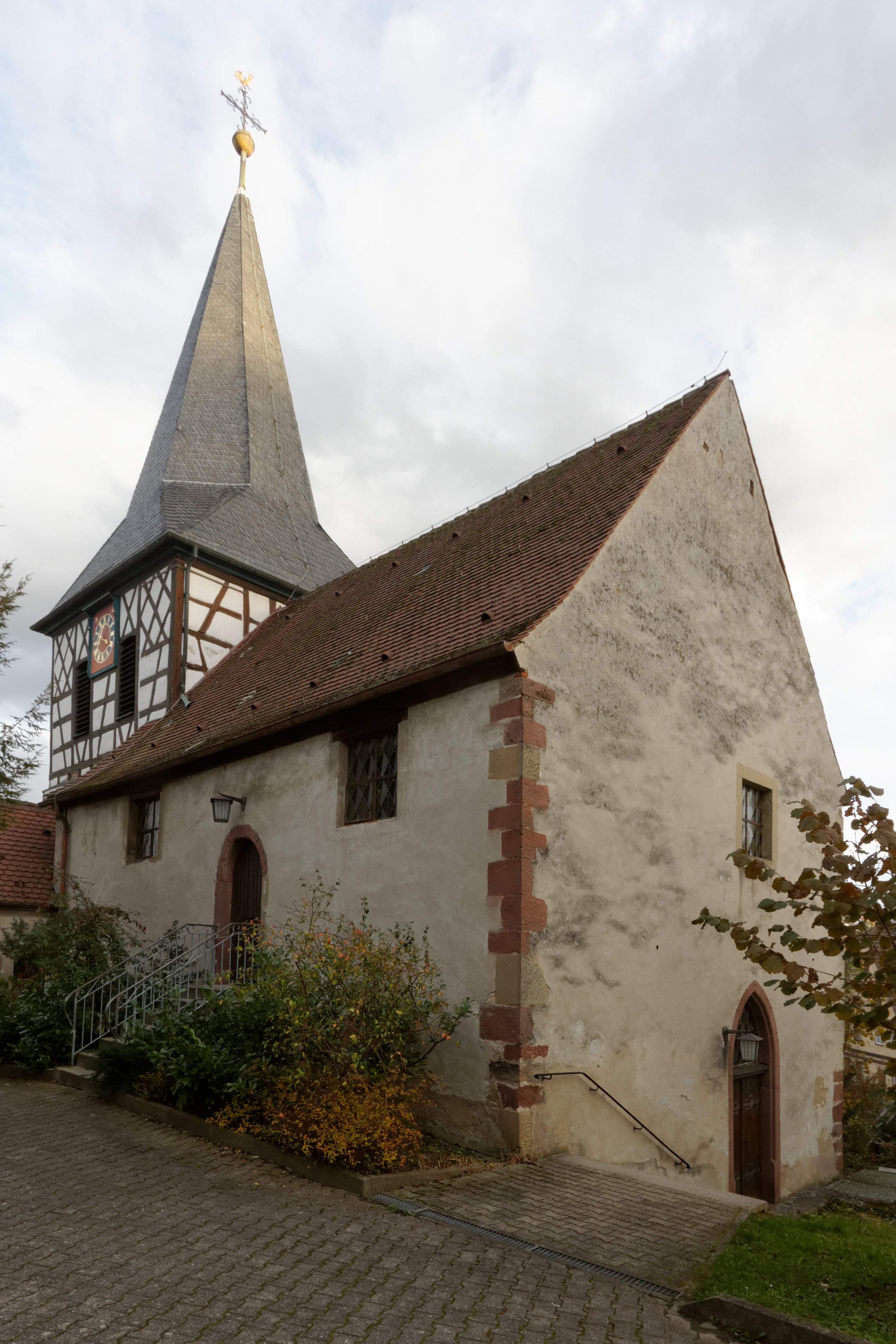
St. Laurentius in Flacht

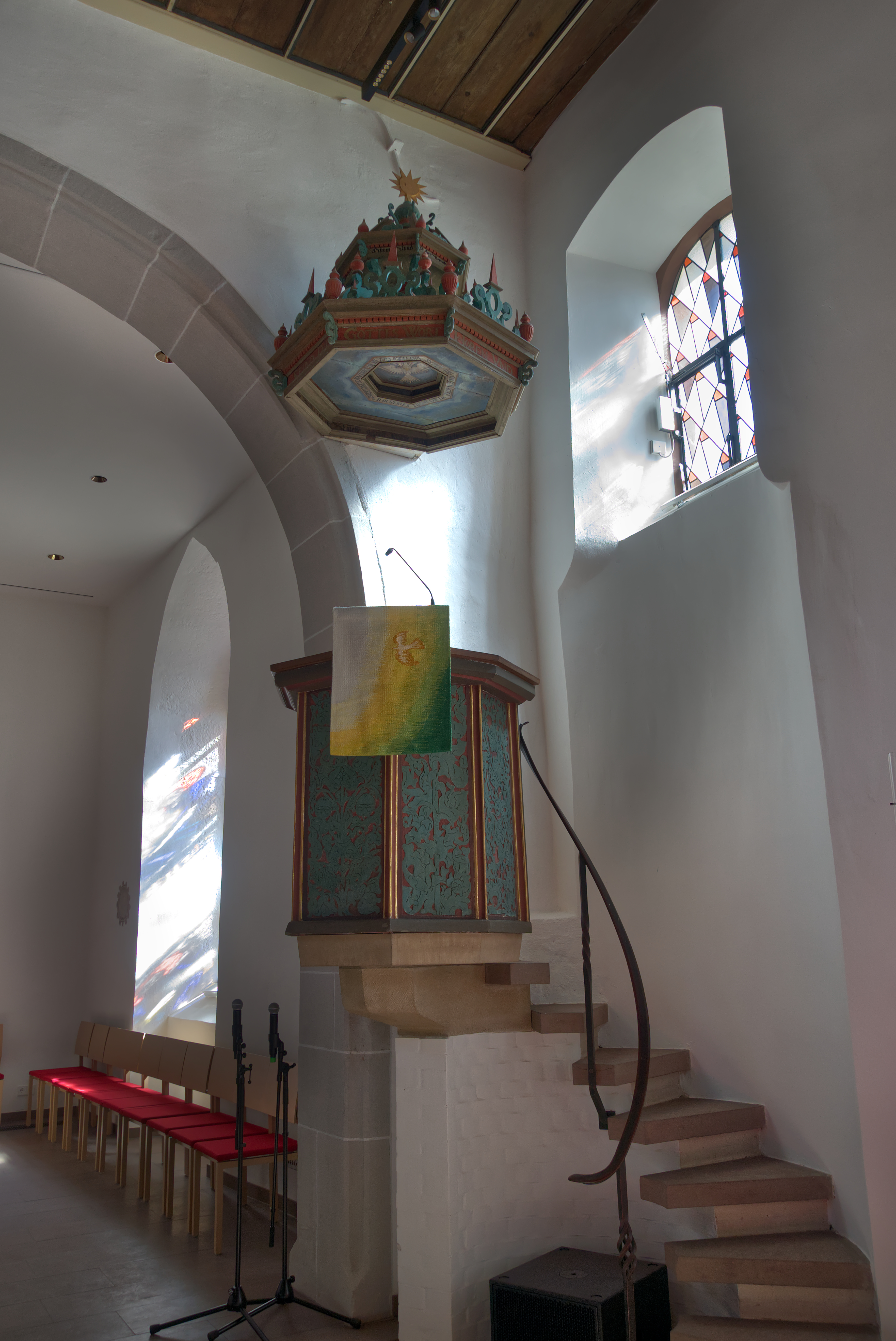
Kanzel

Die evangelische Pfarrkirche St. Laurentius steht in Flacht, einem Ortsteil der Gemeinde Weissach im Landkreis Böblingen in Baden-Württemberg. Das Bauwerk ist beim Landesamt für Denkmalpflege Baden-Württemberg als Baudenkmal eingetragen. Die Kirchengemeinde gehört zum Kirchenbezirk Leonberg der Evangelischen Landeskirche in Württemberg.

## Beschreibung
Dem mittelalterlichen Chorturm der ehemaligen Wehrkirche wurde im 18. Jahrhundert ein Geschoss aus Holzfachwerk aufgesetzt, das die Turmuhr und den Glockenstuhl beherbergt, und darauf mit einem achtseitigen Knickhelm bedeckt. An seiner Nordwand wurde die Sakristei angebaut.
Der Innenraum des Langhauses, in dem 1888 Emporen eingebaut wurden, ist mit einer Kassettendecke überspannt. Im Innenraum des Chors, d. h. im Erdgeschoss des Chorturms, befindet sich an der Nordseite ein ehemaliges Sakramentshaus. Im Chor hängt ein Tafelbild von 1756, auf dem Martin Luther abgebildet ist. Die Orgel wurde 1970 als Opus 1217 von der Orgelbau Friedrich Weigle gebaut.